# The Eyes of Fear
The Eyes of Fear è un cortometraggio muto del 1916 diretto da Rupert Julian. Il regista è anche interprete del film accanto a Gilmore Hammond, Jack Connolly, Elsie Jane Wilson, Yona Landowska, Peter Gerald.

## Produzione
Il film, prodotto dalla Universal Film Manufacturing Company (come Laemmle), fu girato negli Universal Studios - 100 Universal City Plaza, Universal City.

## Distribuzione
Distribuito dalla Universal Film Manufacturing Company, il film - un cortometraggio in due bobine - uscì nelle sale cinematografiche statunitensi il 6 aprile 1916.